# 马国力
马国力（1953年—），北京人，中华人民共和国新闻家、现任乐视体育副董事长。

## 生平
1982年，毕业于北京广播学院（中国传媒大学）电视系，毕业被分到中央电视台体育部。1988年，任中央电视台体育新闻组组长。1989年，任中央电视台体育部副主任。1993年，任中央电视台体育部主任。1998年，任中央电视台体育中心副主任。2000年1月，任中央电视台体育中心主任，是央视体育频道的建立者，也曾担任北京奥运会转播首席执行官。2004年11月，兼任BOB首席运营官。2008年10月22日，任命为盈方中国首席执行官及总裁。2016年4月1日，受乐视体育CEO雷振剑的邀请，出任乐视体育副董事长。2017年至2020年间担任CBA公司董事长顾问。

## 家庭
马国力育有一子，其子马晓飞 (Michael) 于2020年起担任NBA中国大陆首席执行官。